# فرودگاه بین‌المللی سیشل
فرودگاه بین‌المللی سیشل (به انگلیسی: Seychelles International Airport) یک فرودگاه همگانی و نظامی با کد یاتا SEZ است که یک باند فرود بتن دارد و طول باند آن ۲۹۸۷ متر است. این فرودگاه در شهر ویکتوریا کشور سیشل قرار دارد و در ارتفاع ۳ متری از سطح دریا واقع شده است.

## شرکت‌های هواپیمایی و مقصدهای پروازی

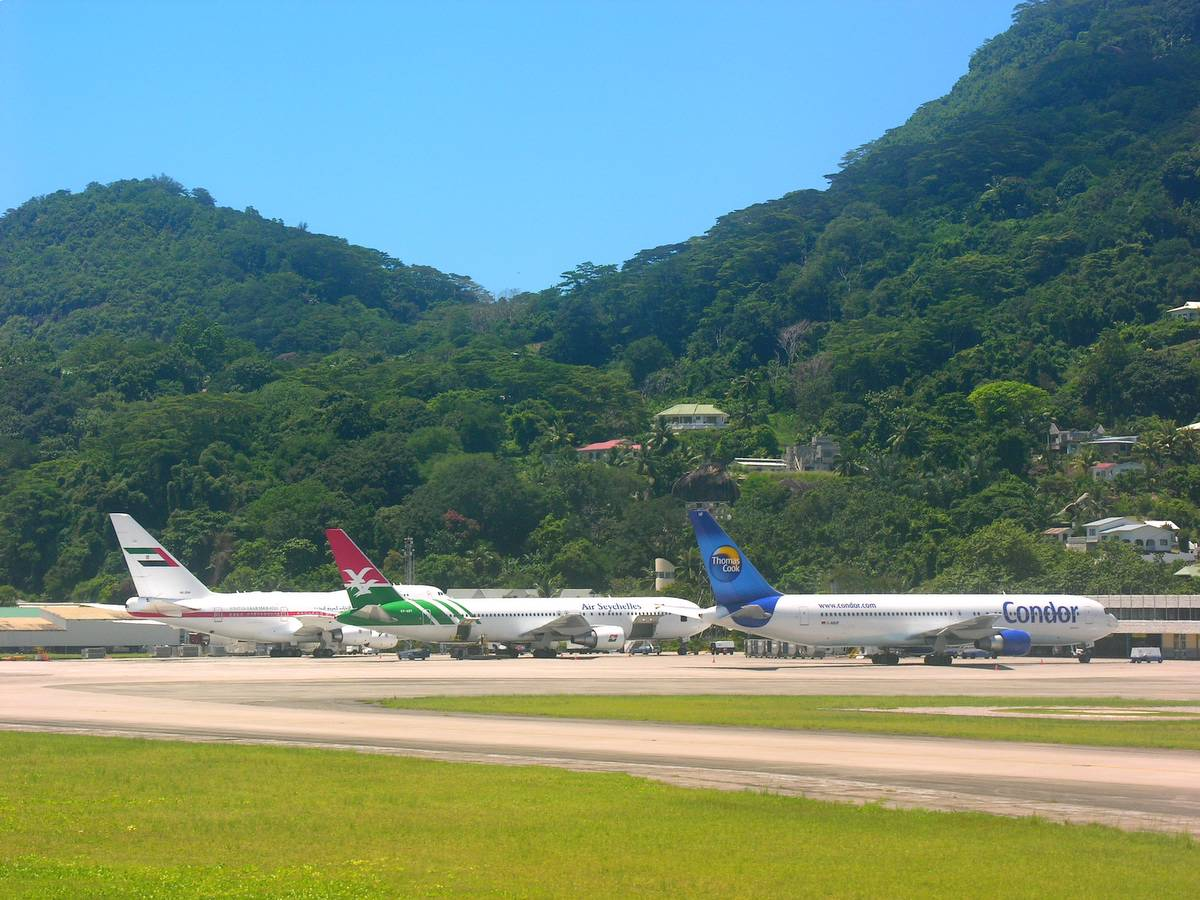
Apron view

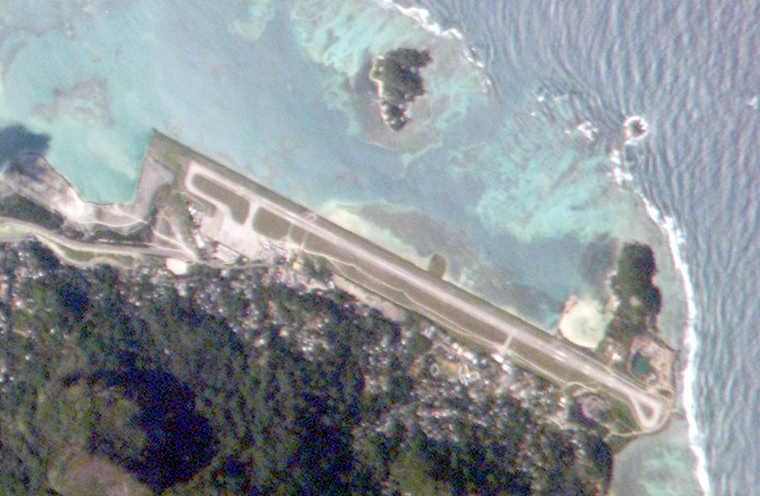
Aerial view

| شرکت‌های هواپیمایی                            | مقصدهای پروازی |
| -------------------------------------------- | --- |
| ایر استرال                                   | رولاند گرو |
| ایر سیشل                                     | ابوظبی، ایواتو، دوسلدورف (پایان در ۱۰ سپتامبر ۲۰۱۷), اولیور تامبو، سر سیوساگور رامگولام، چاتراپاتی شیواجی، شارل دوگل پاریس، پراسلین آیلند چارتر: الفونس، جزیره برد، داروس آیلند، دنیس آیلند، دسروچس، جزیره فرگات |
| هواپیمایی ارکیا                              | فصلی: بن گوریون |
| آسترین ایرلاینز                              | فصلی: وین (آغاز از ۲۵ اکتبر ۲۰۱۷) |
| کوندور فلوگدینست                             | فرانکفورت |
| هواپیمایی امارات                             | دوبی |
| هواپیمایی اتیوپی                             | بوول |
| هواپیمایی اتحاد                              | ابوظبی |
| کنیا ایرویز                                  | جومو کنیاتا |
| هواپیمایی قطر                                | حمد |
| سریلانکان ایرلاینز                           | باندرانیکی |
| سان دور اینترنشنال ایرلاینز اجرا توسط ال عال | فصلی: بن گوریون |
| ترکیش ایرلاینز                               | آتاترک |